# Grand Prix Formule 1 van Nederland 1973
De Grand Prix Formule 1 van Nederland 1973 werd verreden op 29 juli op het circuit van Zandvoort. Het was de tiende race van het seizoen.

## Uitslag

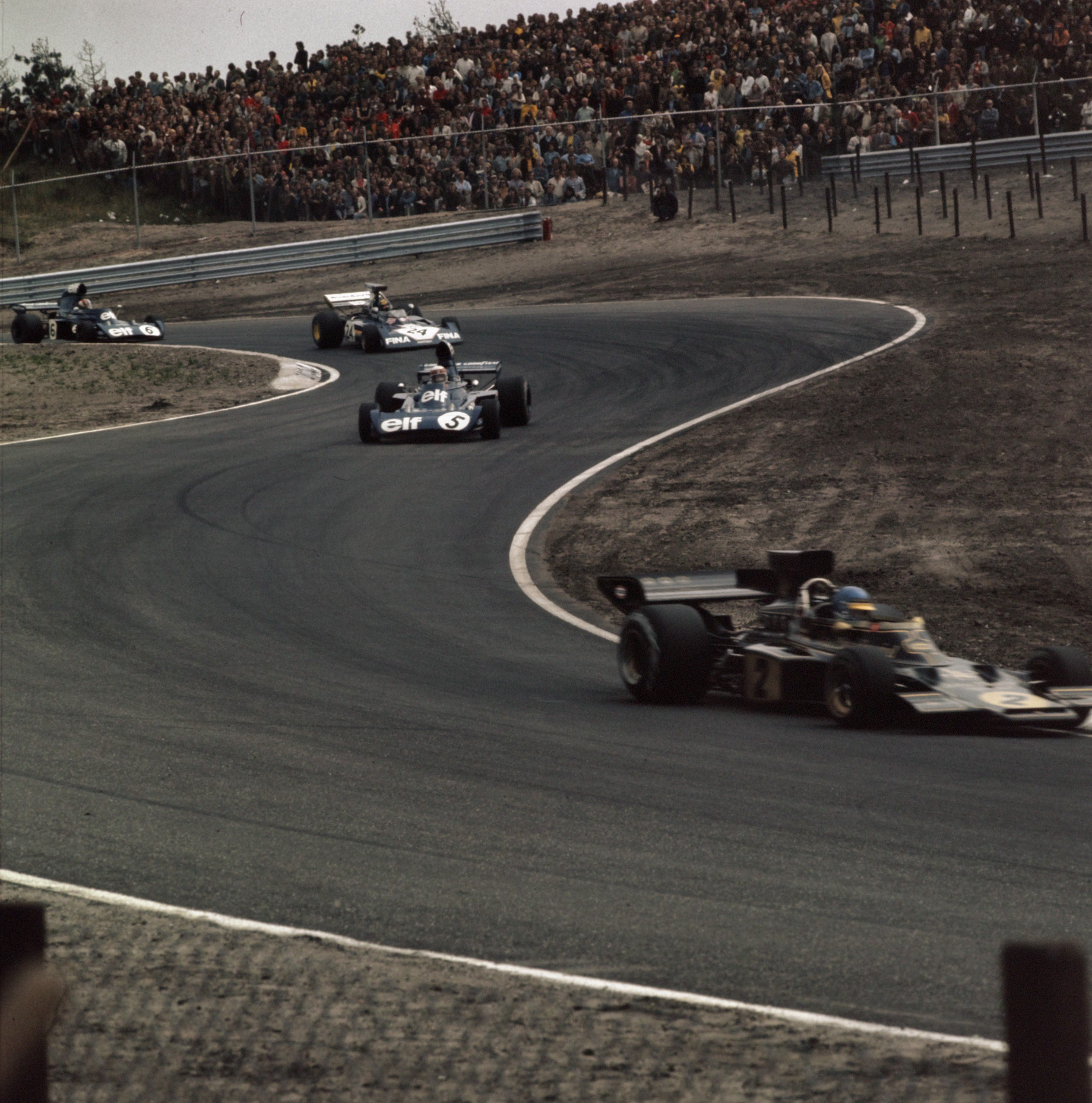
Peterson leidt, gevolgd door Stewart, Pace en Cevert

| Pos. | Nr. | Coureur               | Constructeur      | Rondes | Tijd / Oorzaak uitval | Grid | Punten |
| ---- | --- | --------------------- | ----------------- | ------ | --------------------- | ---- | ------ |
| 1    | 5   | Jackie Stewart        | Tyrrell-Ford      | 72     | 1:39:12.4             | 2    | 9      |
| 2    | 6   | François Cevert       | Tyrrell-Ford      | 72     | 15.83                 | 3    | 6      |
| 3    | 27  | James Hunt            | March-Ford        | 72     | + 1:03.01             | 7    | 4      |
| 4    | 8   | Peter Revson          | McLaren-Ford      | 72     | + 1:09.13             | 6    | 3      |
| 5    | 20  | Jean-Pierre Beltoise  | BRM               | 72     | + 1:13.37             | 9    | 2      |
| 6    | 26  | Gijs van Lennep       | Iso Marlboro-Ford | 70     | + 2 Ronden            | 20   | 1      |
| 7    | 24  | Carlos Pace           | Surtees-Ford      | 69     | + 3 Ronden            | 8    |        |
| 8    | 19  | Clay Regazzoni        | BRM               | 68     | + 4 Ronden            | 12   |        |
| 9    | 25  | Howden Ganley         | Iso Marlboro-Ford | 68     | + 4 Ronden            | 15   |        |
| 10   | 16  | George Follmer        | Shadow-Ford       | 67     | + 5 Ronden            | 22   |        |
| 11   | 2   | Ronnie Peterson       | Lotus-Ford        | 66     | Motor                 | 1    |        |
| NC   | 12  | Graham Hill           | Shadow-Ford       | 56     | Niet geklasseerd      | 17   |        |
| NF   | 21  | Niki Lauda            | BRM               | 52     | Benzinepomp           | 11   |        |
| NF   | 23  | Mike Hailwood         | Surtees-Ford      | 52     | Elektrisch probleem   | 24   |        |
| NF   | 7   | Denny Hulme           | McLaren-Ford      | 31     | Motor                 | 4    |        |
| NF   | 11  | Wilson Fittipaldi Jr. | Brabham-Ford      | 27     | Ongeluk               | 13   |        |
| NF   | 22  | Chris Amon            | Tecno             | 22     | Benzinesysteem        | 19   |        |
| NF   | 10  | Carlos Reutemann      | Brabham-Ford      | 9      | Band                  | 5    |        |
| NF   | 18  | David Purley          | March-Ford        | 8      | Teruggetrokken        | 21   |        |
| NF   | 14  | Roger Williamson      | March-Ford        | 7      | Fataal ongeluk        | 18   |        |
| NF   | 1   | Emerson Fittipaldi    | Lotus-Ford        | 2      | Fysiek                | 16   |        |
| NF   | 15  | Mike Beuttler         | March-Ford        | 2      | Elektrisch probleem   | 23   |        |
| NF   | 17  | Jackie Oliver         | Shadow-Ford       | 1      | Ongeluk               | 10   |        |
| NS   | 28  | Rikky von Opel        | Ensign-Ford       | 0      | Niet gestart          | 14   |        |

## Dodelijk ongeluk
Roger Williamson vond de dood bij een ongeval waarbij zijn wagen ondersteboven in de vangrail terechtkwam en in brand vloog. De race ging verder, terwijl zijn wagen op de baan bleef. Baanofficials boden geen adequate hulp en alleen David Purley probeerde Williamson te redden uit de wagen, maar slaagde hier niet in.

## Statistieken
| Pole-position | Ronnie Peterson | Lotus-Ford | 1:19.47 |
| Snelste ronde | Ronnie Peterson | Lotus-Ford | 1:20.31 |

## Noot
- Dit was de eerste podiumplaats voor James Hunt.
- Dit was de 26ste Grand Prix-winst voor Jackie Stewart, en hiermee vestigde hij een nieuw record. Hij verbrak het oude record van Jim Clark (25), gevestigd tijdens de Grote Prijs van Zuid-Afrika van 1968.
- Honderdste Grand Prix-winst voor een Britse coureur (in 230 races).

1948 · 1949 · 1950 · 1951 · 1952 · 1953 · 1955 · 1958 · 1959 · 1960 · 1961 · 1962 · 1963 · 1964 · 1965 · 1966 · 1967 · 1968 · 1969 · 1970 · 1971 · 1973 · 1974 · 1975 · 1976 · 1977 · 1978 · 1979 · 1980 · 1981 · 1982 · 1983 · 1984 · 1985 · 2020 · 2021 · 2022 · 2023 · 2024 · 2025  · 2026